# 張藝興媒體作品列表
張藝興影視作品列表主要列舉中國大陸及韓國男藝人張藝興參與演出的非固定綜藝節目、晚會演出、電台節目和主持節目等。截至今日，張藝興共出演12部電視劇，10部電影，以及參加過18檔固定綜藝節目。

## 其他綜藝節目
| 年份   | 日期       | 播放頻道        | 節目名稱                   | 備註 |
| 2013年 | 8月26日    | Mnet            | 《Beatles Code》           | 與Xiumin、Suho、Baekhyun、D.O.、Sehun                                                                     |
| 2013年 | 8月31日    | KBS2            | 《不朽的名曲：傳說在歌唱》 | 與Xiumin、Suho、Baekhyun、D.O.、Kai、Sehun                                                                |
| 2013年 | 9月14日    | KBS2            | 《不朽的名曲：傳說在歌唱》 | 與Xiumin、Luhan、Suho、Baekhyun、Chen、D.O.、Kai、Sehun                                                   |
| 2013年 | 9月20日    | SBS             | 《star face off 中秋特輯》 | 與Chen、Chanyeol、D.O.                                                                                    |
| 2013年 | 9月28日    | Mnet            | 《Dancing 9》              | 與孝淵、Kai                                                                                               |
| 2013年 | 10月14日   | KBS 2TV         | 《大國民脫口秀-你好》      | 與Kai |
| 2013年 | 12月da25日 | MBC Every1      | 《一週偶像》               | 與Luhan、Baekhyun、Chen、D.O.                                                                             |
| 2014   | 1月22日    | Mnet            | 《JJANG》                  | 與Luhan、Baekhyun、Chen、D.O.                                                                             |
| 2014   | 7月19日    | BTV北京文藝頻道 | 《音樂風雲榜》             | 嘉賓 |
| 2014   | 8月20日    | 江蘇衛視        | 《星廚駕到第一季》         | 參賽者（第1-2期）                                                                                         |
| 2014   | 8月27日    | 江蘇衛視        | 《星廚駕到第一季》         | 參賽者（第1-2期）                                                                                         |
| 2014   | 11月5日    | 江蘇衛視        | 《星廚駕到第一季》         | 總決賽返場觀賽（第12期）                                                                                  |
| 2014   | 11月2日    | 浙江卫视        | 《星星的密室》             | 深水密室                                                                                                  |
| 2014   | 11月9日    | 浙江卫视        | 《星星的密室》             | 急凍密室、深水密室                                                                                        |
| 2014   | 11月22日   | 深圳卫视        | 《年代秀》                 | 與Xiumin                                                                                                  |
| 2014   | 12月27日   | 湖南卫视        | 《瘋狂的麥咭》             | 石盘密室                                                                                                  |
| 2015年 | 3月14日    | 湖南卫视        | 《快樂大本營》             | 與黃曉明、喬任梁                                                                                          |
| 2015年 | 4月4日     | KBS2            | 《演藝家仲介》             | 與Xiumin、Chen、Chanyeol、Kai、Sehun                                                                      |
| 2015年 | 4月21日    | 腾讯视频        | 《名人坊》                 | 專訪嘉賓                                                                                                  |
| 2015年 | 5月8日     | 浙江卫视        | 《奔跑吧兄弟2》            | 與林更新、葉祖新、李治廷、蔣勁夫                                                                          |
| 2015年 | 5月19日    | 新浪娛樂        | 《愛豆抱抱》               | 嘉賓 |
| 2015年 | 8月18日    | 芒果娱乐        | 《周一見》                 | 嘉賓 |
| 2015年 | 9月15日    | 腾讯视频        | 《带你去见TA》             | 嘉賓 |
| 2015年 | 10月5日    | 东方卫视        | 《极限挑战》               | 番外篇 |
| 2015年 | 11月10日   | 湖南卫视        | 《天猫雙十一狂歡夜》       | 嘉賓 |
| 2015年 | 11月21日   | 湖南卫视        | 《快乐大本营》             | 與李小璐、陳學冬、姜雯、甜馨                                                                              |
| 2015年 | 11月27日   | 东方卫视        | 《娛樂星天地》             | 嘉賓 |
| 2015年 | 12月4日    | 东方卫视        | 《娛樂星天地》             | 嘉賓 |
| 2016年 | 9月10日    | 湖南卫视        | 《快乐大本营》             | 與潘瑋柏、霍建華、秦海璐、SNH48                                                                           |
| 2016年 | 12月2日    | 湖南卫视        | 《天天向上》               | 嘉賓 |
| 2017年 | 3月18日    | 湖南卫视        | 《快乐大本营》             | 與袁婭維、光良、迪瑪希、虎虎、廖佳琳、鄧超、楊洋、白百何、岳雲鵬、張天愛、霍建華、潘瑋柏、秦海璐、SNH48等 |
| 2017年 | 7月15日    | 湖南卫视        | 《快乐大本营》             | 與張翰、張亮、王祖藍、Angelababy、張大大                                                                  |
| 2017年 | 12月9日    | 東方衛視        | 《天籟之戰第二季》         | 飛行喜賓 演唱〈劉海砍樵〉                                                                                 |
| 2018年 | 2月3日     | 湖南衛視        | 《快樂大本營》             | 與偶像練習生選手                                                                                          |
| 2018年 | 3月30日    | CCTV-1          | 《信•中國》                | 嘉賓 |
| 2018年 | 8月4日     | 湖南衛視        | 《快樂大本營》             | 宣傳電影《一出好戲》 與黃渤、王迅、王寶強                                                                 |
| 2018年 | 10月21日   | 湖南衛視        | 《天天向上》               | 嘉賓 |
| 2018年 | 10月26日   | 愛奇藝          | 《中國音樂公告牌》         | 打歌 演唱〈Give Me A Chance〉                                                                             |
| 2018年 | 11月2日    | 愛奇藝          | 《中國音樂公告牌》         | 打歌 演唱〈Give Me A Chance〉                                                                             |
| 2018年 | 11月3日    | BUILD Series    | 《BUILD》                  | 專訪嘉賓                                                                                                  |
| 2018年 | 11月5日    | WNYW            | 《Good Day New York》      | 專訪嘉賓                                                                                                  |
| 2018年 | 11月5日    | 《People Now》  |                            | 專訪嘉賓                                                                                                  |
| 2018年 | 11月9日    | 愛奇藝          | 《中國音樂公告牌》         | 打歌 演唱〈夢不落雨林〉                                                                                   |
| 2019年 | 1月6日     | 騰訊視頻        | 《吐槽大会》               | 飛行嘉賓                                                                                                  |
| 2019年 | 6月29日    | 湖南衛視        | 《快樂大本營》             | 與李榮浩、彭昱暢、董力、謝彬彬、張逸杰                                                                    |
| 2019年 | 9月12日    | 人民視頻        | 《夜歸人》                 | 嘉賓 |
| 2019年 | 12月3日    | 東方衛視        | 《我們在行動》             | 飛行嘉賓                                                                                                  |
| 2020年 | 1月11日    | 湖南衛視        | 《快樂大本營》             | 宣傳電視劇《大明風華》 與俞灝明、鄧家佳、熊梓淇、李子璇                                                   |
| 2020年 | 5月10日    | 東方衛視        | 《極限挑戰》第六季         | 飛行嘉賓 與迪麗熱巴                                                                                       |
| 2020年 | 5月17日    | 東方衛視        | 《極限挑戰》第六季         | 飛行嘉賓                                                                                                  |
| 2020年 | 9月22日    | 騰訊視頻        | 《忘不了餐廳》             | 飛行嘉賓                                                                                                  |
| 2020年 | 12月6日    | 東方衛視        | 《我們的歌》               | 飛行嘉賓 與張信哲合唱〈別怕我傷心〉                                                                       |
| 2021   | 2月5日     | CCTV            | 《直通之夜》               | 嘉賓 |
| 2021   | 2月19日    | 北京衛視        | 《冬夢之約》               | 飛行嘉賓                                                                                                  |
| 2021   | 11月20日   | 抖音            | 《給我，你的新名片》       | 企劃嘉賓                                                                                                  |
| 2021   | 11月27日   | 抖音            | 《給我，你的新名片》       | 企劃嘉賓                                                                                                  |
| 2021   | 12月4日    | 抖音            | 《給我，你的新名片》       | 企劃嘉賓                                                                                                  |
| 2021   | 12月11日   | 抖音            | 《給我，你的新名片》       | 企劃嘉賓                                                                                                  |
| 2022   | 8月12日    | 愛奇藝          | 《中國說唱巔峰對決》       | 總決賽嘉賓                                                                                                |
| 2022   | 11月19日   | 湖南衛視        | 《你好，星期六》           | 嘉賓 與汪東城、周延、楊迪、武大靖                                                                         |

## 大型晚會／文藝演出
| 播出日期       | 晚會／活動名稱                                         | 表演項目                                                | 合作藝人                           |
| 2015年12月31日 | 東方衛視2016跨年盛典                                   | 獨唱〈Y I X I N G〉、〈MYM〉 合唱〈倔強〉               | 趙麗穎                             |
| 2016年11月10日 | 天猫雙十一狂歡夜                                       | 演唱〈I'm LAY〉                                         | 不適用                             |
| 2016年12月31日 | 東方衛視2017跨年盛典                                   | 演唱〈WHAT U NEED〉、〈LOSE CONTROL〉                   | 不適用                             |
| 2017年1月27日  | 2017年中央電視台春節聯歡晚會                           | 合唱〈健康動起來〉                                      | 井柏然                             |
| 2017年5月4日   | 《激揚青春夢》——2017年“五月的鮮花”全國大中學生文藝會演 | 演唱〈精忠報國〉                                        | 不適用                             |
| 2017年6月22日  | 上海国际电影节成龙动作电影周之夜                       | 演唱〈Relax〉                                           | 不適用                             |
| 2017年10月20日 | 天貓雙十一全球潮流盛典                                 | 演唱〈What U Need〉                                     | 不適用                             |
| 2018年2月15日  | 2018年中國中央電視台春節聯歡晚會                       | 合唱〈最好的舞台〉                                      | 黃渤、陳偉霆                       |
| 2018年8月3日   | Lollapalooza音樂節                                     | 演唱〈LAY-Sheep (Alan Walker Relifit)〉                 | Alan Walker                        |
| 2018年11月10日 | 天貓雙十一狂歡夜                                       | 演唱〈麻婆豆腐〉                                        | 不適用                             |
| 2018年12月31日 | 2019湖南衛視跨年演唱會                                 | 演唱〈夢不落雨林〉、〈愛到這〉                          | 不適用                             |
| 2019年2月4日   | 2019年中央電視台春節聯歡晚會                           | 合唱〈中國喜事〉                                        | 迪麗熱巴、鍾漢良、周冬雨、鳳凰傳奇 |
| 2019年2月19日  | 2019年中央電視台元宵晚會                               | 演唱〈麻婆豆腐〉                                        | 不適用                             |
| 2019年5月4日   | 2019年中國中央電視台春節五四晚會                       | 演唱〈中國功夫〉、〈滄海一聲笑〉                        | 不適用                             |
| 2019年5月15日  | 亞洲文化嘉年華                                         | 合唱〈青春亞洲〉                                        | 陳偉霆                             |
| 2019年7月16日  | 第六屆中俄「長江—伏爾加河」青年論壇演唱活動            | 《最好的青春》                                          | 不適用                             |
| 2019年7月28日  | 概限挑戰公益演唱會                                     | 合唱〈Honey〉 合唱〈信仰〉                              | 歐陽娜娜、黃渤                     |
| 2019年10月26日 | 歌唱祖國一首歌一座城歌唱盛典                           | 歌曲〈國旗國旗真美麗〉、〈我們都是共產主義接班人〉      | 不適用                             |
| 2019年11月10日 | 天猫双十一狂欢夜                                       | 歌曲〈BOSS〉、〈HONEY〉                                 | 不適用                             |
| 2019年12月6日  | 2020愛奇藝尖叫之夜                                     | 歌曲〈夢不落雨林〉                                      | 不適用                             |
| 2019年12月8日  | 2019騰訊音樂娛樂盛典                                   | 歌曲〈SHEEP〉、〈LAY U DOWN〉、〈HONEY〉                | 不適用                             |
| 2019年12月31日 | 東方衛視2020跨年盛典                                   | 獨唱〈夢不落雨林〉、〈霸王別姬〉 合唱〈我們都是追夢人〉 | 肖戰                               |
| 2020年1月24日  | 2020年中央電視台春節聯歡晚會                           | 合唱〈寶石GEM〉                                         | 陳偉霆、董寶石                     |
| 2020年6月17日  | 東方衛視618超級秀                                      | 演唱〈蓮〉                                              | 不適用                             |
| 2020年6月30日  | 美好中國雲晚會                                         | 演唱〈湘江水〉                                          | 不適用                             |
| 2020年7月19日  | 2020第27屆東方風云榜音樂盛典                           | 演唱〈蓮〉、〈蹦〉                                      | 不適用                             |
| 2020年8月17日  | 東方衛視818超級秀                                      | 演唱〈蹦〉                                              | 不適用                             |
| 2020年11月10日 | 天貓雙十一狂歡夜                                       | 演唱〈炎黃子孫（Remix）〉                               | 不適用                             |
| 2020年12月6日  | QQ音樂扑通心動表彰大會                                 | 演唱〈沸〉、〈蹦〉                                      | 不適用                             |
| 2020年12月31日 | 2021浙江衛視跨年演唱會                                 | 獨唱〈夸父逐日〉、〈蓮〉 合唱〈我不好〉、〈年少有為〉   | 李榮浩                             |
| 2021年1月18日  | 中國歌曲TOP排行榜頒獎晚會                              | 演唱〈蓮〉                                              | 不適用                             |
| 2021年2月11日  | 2021年中央廣播電視總台春節聯歡晚會                     | 演唱〈畫卷〉                                            | 不適用                             |
| 2021年2月28日  | 2020微博之夜                                           | 演唱〈JOKER〉                                           | 不適用                             |
| 2021年5月4日   | 奮鬥正青春——2021年五四青年節特別節目                   | 演唱〈我和我的祖國〉                                    | 不適用                             |
| 2021年6月26日  | 百年禮讚——慶祝中國共產黨成立100週年大型交響音詩畫      | 演唱〈七子之歌〉                                        | 不適用                             |
| 2021年11月17日 | 2021第28屆東方風雲榜                                   | 演唱〈苦行憎〉、〈飛天〉                                | 不適用                             |
| 2021年12月31日 | “2021最美的夜”bilibili晚會                             | 演唱〈蓮〉                                              | 不適用                             |
| 2021年12月31日 | 夢圓東方2022東方衛視跨年盛典                           | 演唱〈祖國不會忘記〉、〈飛天〉                          | 不適用                             |
| 2021年12月31日 | 總台啟航2022迎新年特別節目                             | 演唱〈我有一個夢〉                                      | 李夢瀟、葫蘆童聲合唱團             |
| 2022年1月1日   | 2022新年音樂會－揚帆遠航大灣區                         | 演唱〈我的未來不是夢〉                                  | 不適用                             |
| 2022年1月30日  | 2022河南春節晚會                                       | 演唱〈天下安康〉                                        | 不適用                             |
| 2022年2月2日   | 《中國夢‧我的夢—2022中國網絡視聽年度盛典》             | 演唱〈飛天〉                                            | 不適用                             |
| 2022年5月1日   | 《2022五一國際勞動節‧「心連心」特別節目》              | 演唱〈奮鬥的你了不起〉                                  | 不適用                             |
| 2022年6月27日  | 《我們的紫荊花—慶祝香港回歸25週年雲歌會》              | 演唱〈〉                                                | 不適用                             |

## 電台節目
| 年份   | 播放日期          | 播放頻道    | 節目名稱                         | 備注                             |
| 2013年 | 6月17日           | KBS Cool FM | 《洪真京的兩點》                 | 與Kris、Suho、D.O.、Chanyeol     |
| 2013年 | 6月26日           | KBS Cool FM | 《Super Junior的Kiss The Radio》 | 與Baekhyun、Chen、Chanyeol、D.O. |
| 2013年 | 9月5日            | MBC标准FM   | 《神童的深深打破》               | 與Kris                           |
| 2013年 | 11月7日           | MBC标准FM   | 《神童的深深打破》               | 與Xiumin （代班DJ）              |
| 2013年 | 11月9日、11月16日 | MBC C radio | 《偶像本色》                     | 與Kris                           |

## 主持
| 日期                  | 播放頻道   | 節目名稱                             | 備註           |
| 2014年6月21日         | CCTV 15    | 《全球中文音樂榜上榜》               | 嘉賓主持       |
| 2014年6月30日－7月4日 | 北京電視台 | 《音樂風雲榜》                       | 一週代班主持   |
| 2014年10月25日        | MBC        | 《MBC Korean Music Wave in Beijing》 | 特別環節主持   |
| 2015年2月11日         | CNTV       | 《2015 CCTV網絡春晚》                | 與柳岩共同主持 |